# Gergő Iváncsik

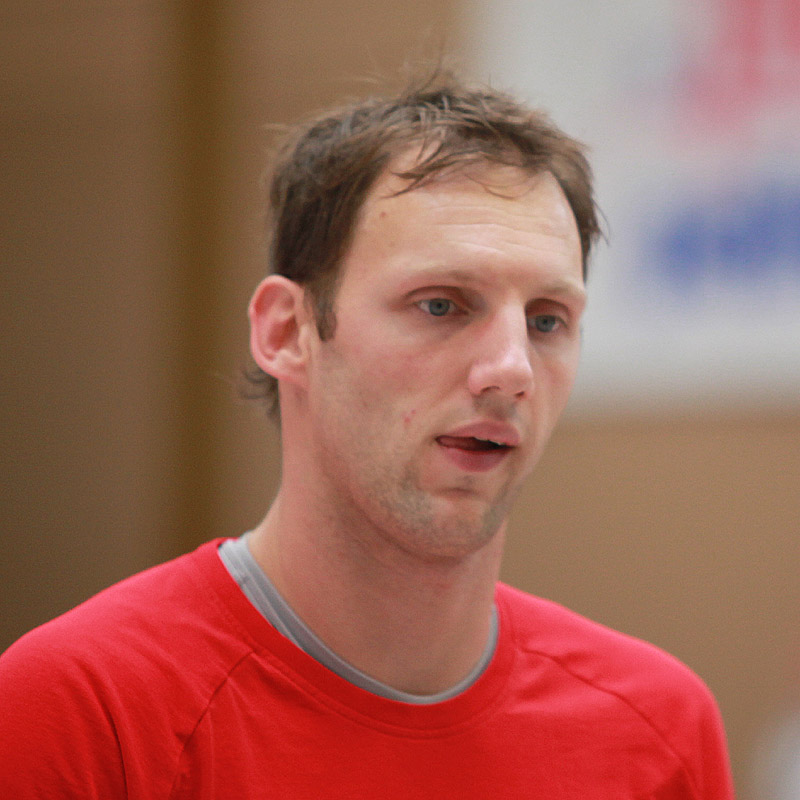
Gergő Iváncsik, 2010.

Gergő Iváncsik, född 30 november 1981 i Győr, är en ungersk tidigare handbollsspelare (vänstersexa). Han spelade i princip hela sin seniorkarriär för Veszprém KC. Han är äldre bror till handbollsspelaren Tamás Iváncsik.

## Klubbar
- Győri ETO KC (ungdomslag)
- Győri ETO KC (1998–2000)
- Veszprém KC (2000–2017)